# Еміль Зоммерштайн
Емі́ль Зоммерштайн (їд. עמיל זאָמרשטיין, пол. Emil Sommerstein; 6 липня 1883, Глещава, Австро-Угорщина — 25 травня 1957, Міддлтаун, США) — польський адвокат і політик єврейського походження.

## Біографія
Син Леона Брауде, який походив з рабинської родини, та Мінни, дочки Мойсея та Нехамки Зоммерштайн. Він не використовував прізвище батька, оскільки його батьки офіційно не зареєстрували шлюб.
Він здобув традиційну релігійну освіту. Закінчив юридичний факультет Львівського університету, здобув ступінь доктора права. Під час навчання він долучився до сіоністського руху, а також став активним у громадських справах — ініціював створення Академічного товариства «Огніско», з 1905 року обіймав посаду президента Товариства «Ригоризантов» у Львові та долучився до зусиль щодо створення Єврейського академічного дому у Львові.
Після початку Першої світової війни його призвали офіцером до австро-угорської армії.
У 1918 році він став членом президії Комітету порятунку, який допомагав євреям, постраждалим від львівського погрому. З 1918 по 1939 рік він обіймав посаду віцепрезидента Сіоністської організації в Галичині, а з 1922 по 1939 рік був членом національного керівництва Сіоністської організації в Польщі.
Після завершення навчання він почав займатися адвокатською практикою у Львові. З 1925 по 1932 рік він був віцепрезидентом місцевої колегії адвокатів. З 1922 по 1927 рік та з 1930 по 1939 рік він був членом Сейму. З 1931 по 1937 рік він був членом Вищої ради адвокатів.
Він також обіймав посаду президента Товариства охорони здоров'я для єврейських академіків, голови правління Центрального кооперативного банку у Львові, члена Центральної ради Академічного сіоністського союзу та члена ради Auxilium Academicum Judaicum. Він був співзасновником антинацистського комітету. З 1936 року він був членом Адміністративного комітету Всесвітнього єврейського конгресу. Він також був членом Директорії Керен ха-Єсод у Східній Галичині.
Після вторгнення Німеччини та Радянського Союзу до Польщі його заарештував НКВС та відправив до трудового табору. Незважаючи на дипломатичні зусилля Польщі, його не звільнили згідно з угодою Сікорського-Майського. Його звільнили з трудового табору в 1944 році.

З 21 липня по 31 грудня 1944 року він очолював Відділ воєнних репарацій у Польському комітеті національного визволення. З 1944 по 1946 рік він очолював Центральний комітет польських євреїв (CKŻP) та редагував його друкований орган «Dos Naje Lebn». Він не підтримував «Бріху».

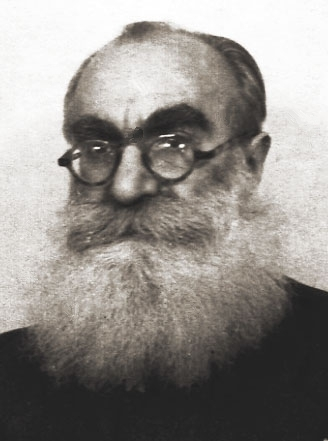
Зоммерштайн в 1945 році.

З 1944 по 1947 рік (практично до 1946 року) він був членом Державної національної ради. Він ініціював повстання та очолював Економічний відділ Всесвітнього єврейського конгресу (ВСК). Він також був членом Президії Європейської секції Конгресу.
У 1946 році він вирушив до Сполучених Штатів як член делегації CKŻP. Там він переніс параліч, що завадило йому повернутися. Він залишався під опікою своєї доньки, яка жила в Сполучених Штатах. Він помер у Сполучених Штатах і був похований у Тель-Авіві.
Через довгу бороду Ян Рабановський називав його «королем гномів».

## Нагороди
- Орден Відродження Польщі, командорський хрест (3 січня 1945)[4]
- Золотий хрест Заслуги (19 липня 1946)[5]